# Isan II. Nelipčić
Isan II. Nelipčić, poznat i kao Izan II. († oko 1335.), hrvatski velikaš i knez iz velikaške obitelji Nelipića, knezova cetinskih. Bio je brat vojvode Nelipca II. († 1344.). Bio je, zajedno s bratom Nelipcem II., u pratnji bana Pavla I. Bribirskog († 1312.) i njegova sina, bana Mladena II. Bribirskog († oko 1341.), što je pomoglo društvenom usponu obitelji Nelipić.
Poslije sloma bana Mladena II. 1322. godine, Nelipac II. se nametnuo za najmoćnijeg velikaša u Hrvatskoj. Uz njega je pristao i njegov brat Isan II. koji je držao obiteljske posjede sa sjedištem u utvrdi Ključici.
Isana II. naslijedio je oko 1335. godine njegov sin Konstantin († prije 1375.).

## Vanjske poveznice
- Nelipčići – Hrvatska enciklopedija
- Nelipčići (Nelipići) – Proleksis enciklopedija